# Мемориальный музей Надежды и Растко Петровичей
Мемориальный музей Надежды и Растко Петровичей (серб. Меморијални музеј Надежде и Растка Петровића / Memorijalni muzej Nadežde i Rastka Petrovića) — музей, расположенный в Белграде на улице Любомира Стояновича, д.25. Решением Института по охране памятников культуры города Белграда от 1974 года, музей признан памятником культуры.
Мемориальный музей расположен в семейном доме Любицы Лукович, сестры Надежды и Растко Петрович. Дом построен в период с 1928 по 1935 года как типичный дом Профессорской колонии. Недвижимое имущество состоит из дома и земельного участка.
Богатое наследие семьи Петрович связано с жизнью и деятельностью писателя и ученого Миты Петровича (1852—1911), живописца Надежды Петрович (1873—1915) и писателя Растко Петровича (1898—1949), которое Любица Лукович собрала и подарила Национальному музею в Белграде. Именно оно сегодня составляет экспозицию музея. Музей включает коллекцию картин и эскизов Надежды Петрович, личную переписку членов семьи, коллекцию предметов искусства, принадлежащих Растко Петровичу, фильмы про путешествия, грампластинки и прочие предметы.